# ライデン大学

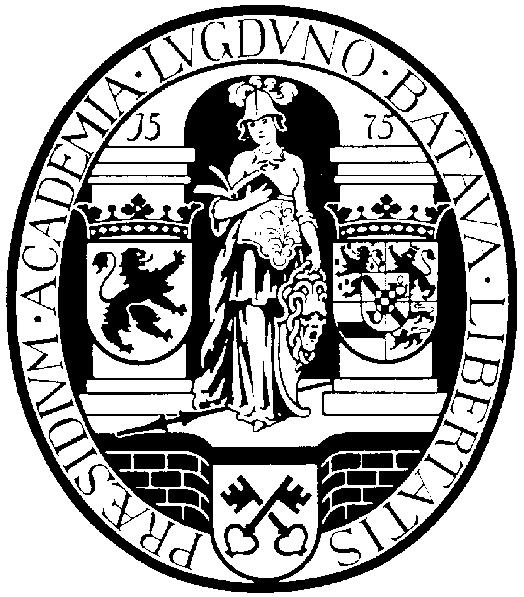
校章

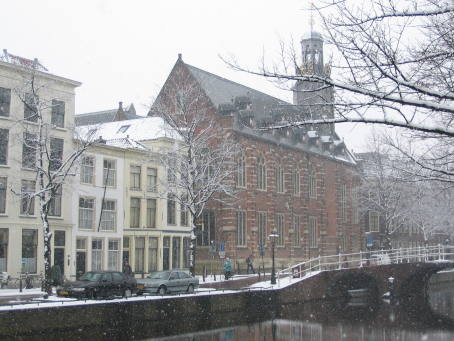
ライデン大学

ライデン大学（ライデンだいがく、オランダ語：Universiteit Leiden）は、オランダのライデンに所在するオランダ最古の総合大学であり、ヨーロッパでも最も古い大学の1つ。キャンパスはライデンとハーグに置かれている。

## 概要
1575年に八十年戦争におけるネーデルラント側の指導者ウィレム1世によって設立された。

## 関連人物
各界の著名人が【ライデン大学】で学んでいる。
ルネ・デカルト
レンブラント
ユリアナ (オランダ女王)
ベアトリクス (オランダ女王)
フーゴー・グローティウス
バールーフ・デ・スピノザ
ポール＝アンリ・ティリ・ドルバック
ジェームズ・ハットン
マルク・ルッテ
ウィレム＝アレクサンダー (オランダ王)
ジョン・クインシー・アダムズ
ジョン・ステュアート
アルバート・アインシュタイン【客員教授】
エンリコ・フェルミ
ヘンドリック・ローレンツ
ピーター・ゼーマン
シーボルト
ヨハン・ヨーゼフ・ホフマン
オラニエ＝ナッサウ家
小和田恆【名誉教授】
西周
津田真道
フランツ・リヒテナウアー - アムステルダムの政治家、歴史家。海事法と商法の専門家。
スポモ - インドネシア憲法の父と呼ばれるインドネシアの法律家。

## 評価

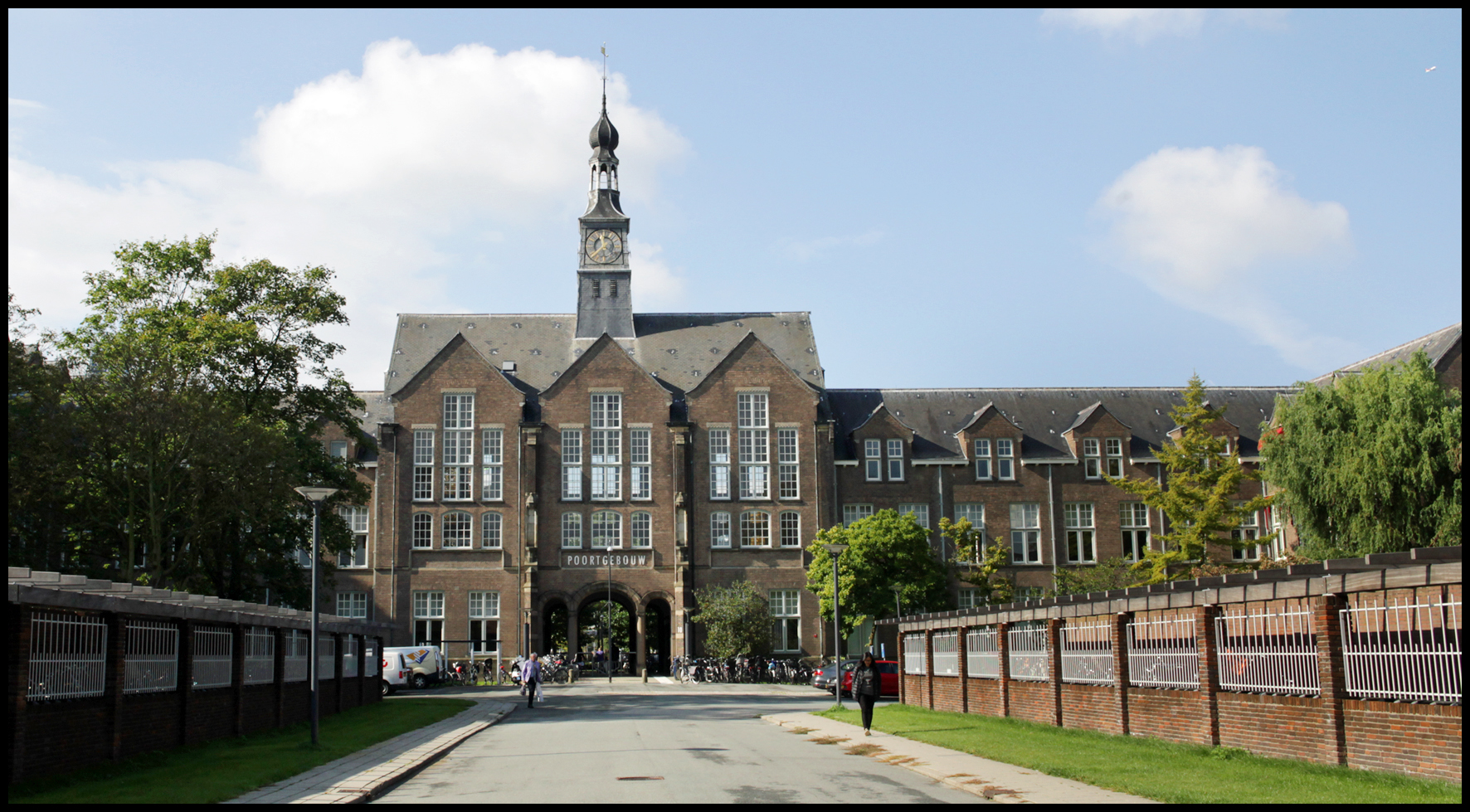

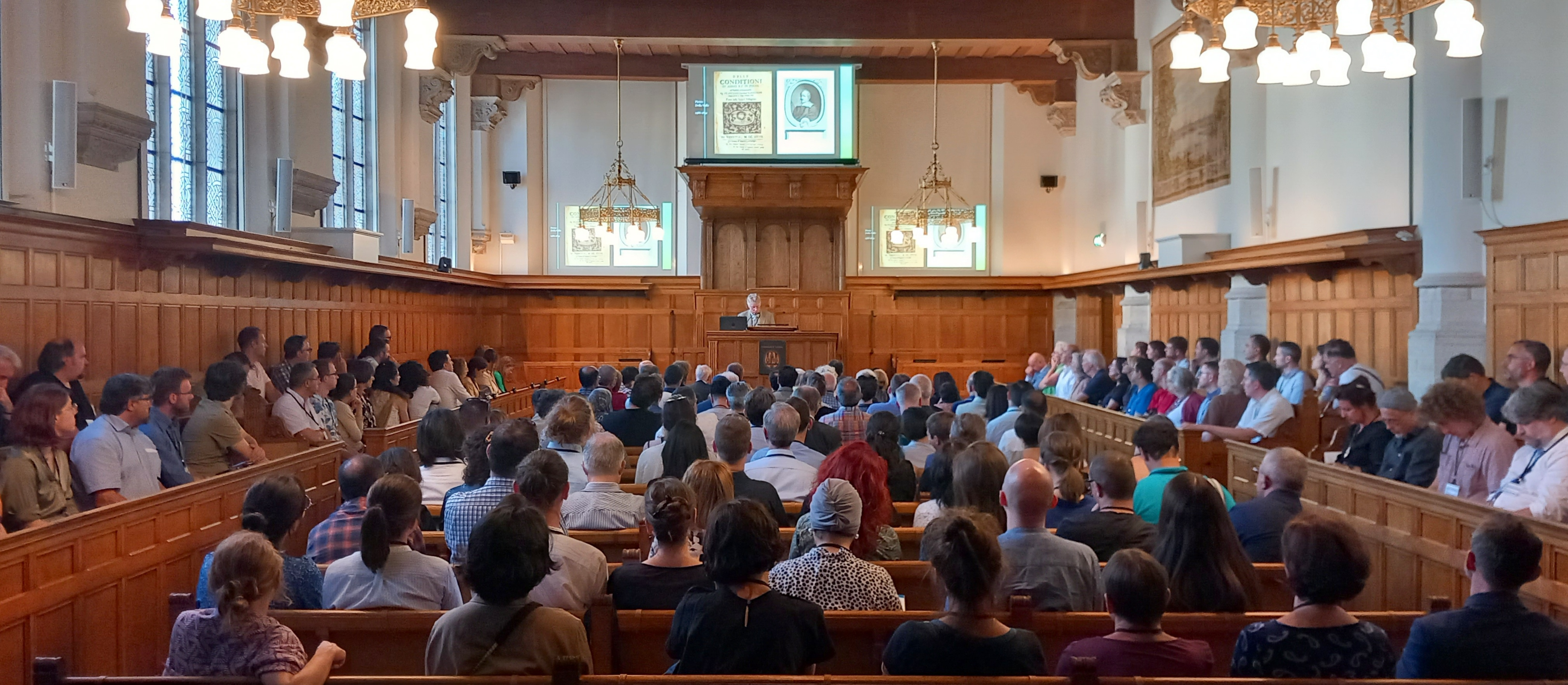

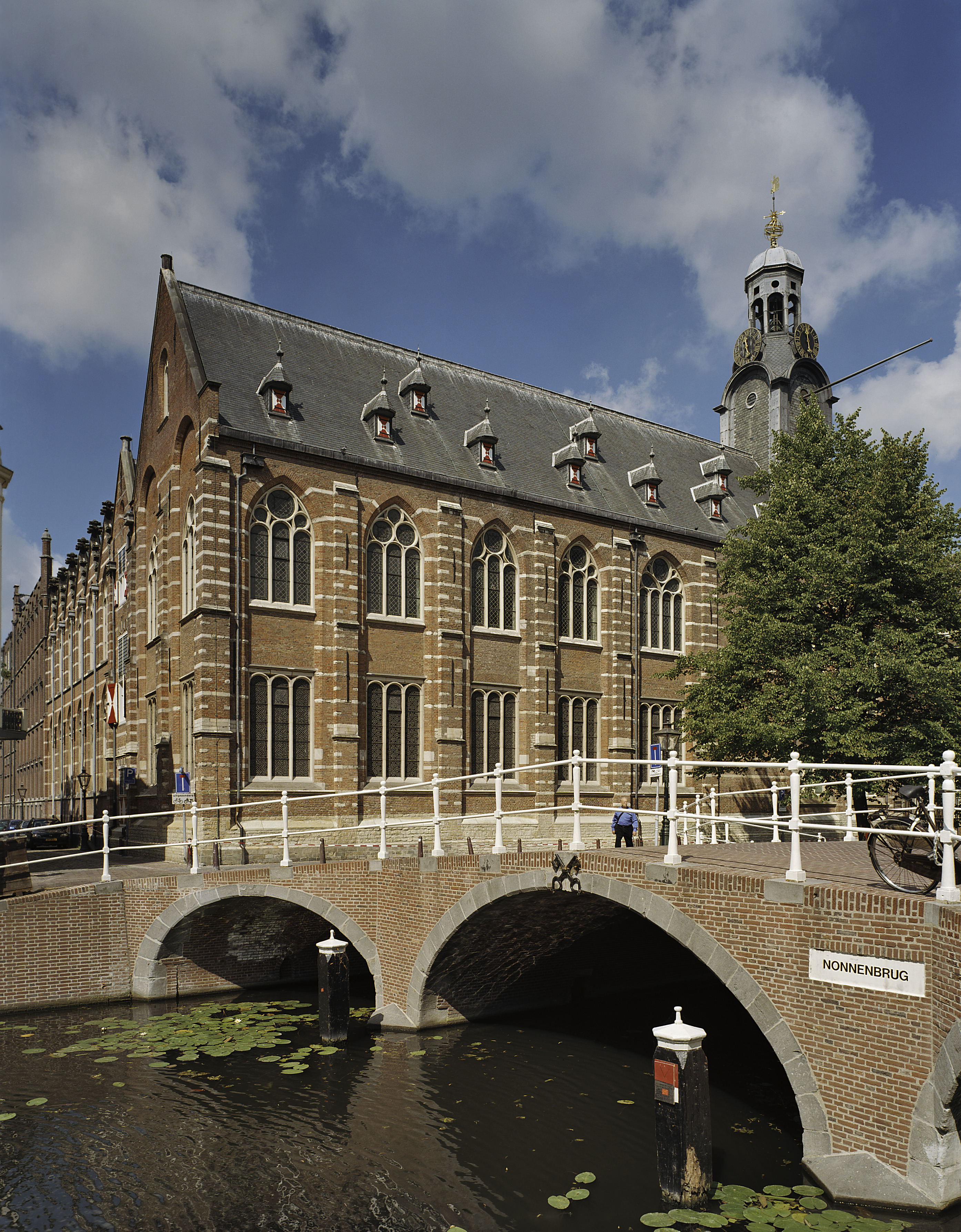

学術研究分野において質・量ともに優れていることが加盟の条件であるヨーロッパ研究大学連盟に加盟している。大学の研究力に着目した世界大学学術ランキングによると、2024年度版では行政学・公共政策が世界第２位、医学が第10位、薬学が第26位、政治学が第33位にランクインしている。総合では世界第101-150位である。2024年THE世界大学ランキングにおいて、世界第77位。2024年U.S. News世界大学ランキングにおいて、世界第56位。2024年QS世界大学ランキングにおいて、世界第126位。特に、人文社会学分野が強く、2024年THE世界大学ランキングにおいて、法学が世界第17位（非英語圏3位）、人文科学が世界第24位（非英語圏6位）。2024年QS世界大学ランキングにおいて、政治学が世界第12位（非英語圏3位）に位置づけられている。